# 长安镇 (富锦市)
长安镇，是中华人民共和国黑龙江省佳木斯市富锦市下辖的一个乡镇级行政单位。

## 行政区划
长安镇下辖以下地区：
长安村、巨贤村、朝阳村、新华村、大安村、殿文村、兴本村、民安村、新立村、东北村、东日新村、西日新村、长胜村、务本村、永胜村、德胜村、漂筏村、高家村、长富农场村和太安村。